# Sanibel
Sanibel è una città degli Stati Uniti d'America situata in Florida, nella Contea di Lee.
La città si trova sull'isola di Pine.